# Something to Feel
Something to Feel er debutalbummet fra den danske R&B-gruppe Juice, der blev udgivet den 7. august 1997 på Medley Records. Albummet er hovedsageligt produceret af Carsten "Soulshock" Schack, Peter Biker og Kenneth Karlin. Something to Feel opnåede en fjerdeplads på hitlisten, og modtog guld. Albummet endte med at sælge 40.000 eksemplarer.

## Trackliste
| #   | Titel                       | Sangskriver(e)                                      | Producer(e)            | Længde |
| --- | --------------------------- | --------------------------------------------------- | ---------------------- | ------ |
| 1.  | "Something to Feel (Intro)" | Juice, Peter Biker, Soulshock                       | Soulshock              | 1:26   |
| 2.  | "Best Days"                 | Kipper Jones, Soulshock & Karlin                    | Soulshock & Karlin     | 3:44   |
| 3.  | "Vertigo"                   | Sean & Dane                                         | Soulshock & Karlin     | 4:18   |
| 4.  | "Down for Your Love"        | Lisa Simmons, Craig Bartock, Soulshock              | Soulshock, Craig B.    | 4:25   |
| 5.  | "Who's Taking My Love"      | Andrea Martin, Soulshock & Karlin                   | Soulshock & Karlin     | 4:48   |
| 6.  | "Drifting Away"             | Juice, Peter Biker, Soulshock                       | Soulshock, Peter Biker | 4:06   |
| 7.  | "I'll Come Runnin'"         | Diane Warren                                        | Soulshock, Peter Biker | 4:22   |
| 8.  | "Boy I Need You"            | Juice, Peter Biker, Soulshock                       | Soulshock, Peter Biker | 4:41   |
| 9.  | "Goodbye My Love"           | OBI, Cutfather & Joe Belmaati                       | Cutfather & Joe        | 4:27   |
| 10. | "Just for One Night"        | Juice, Peter Biker, Soulshock                       | Soulshock, Peter Biker | 3:50   |
| 11. | "Should Have Been There"    | Lisa Simmons, Peter Biker, Soulshock                | Soulshock, Peter Biker | 4:26   |
| 12. | "Calling"                   | Andrea Martin, Soulshock & Karlin                   | Soulshock & Karlin     | 4:28   |
| 13. | "Why Would I Cry"           | Gloria Stewart, Peter Biker, Ezi Cut, Dan Stangerup | Ezi Cut, Dan Stangerup | 4:23   |
| 14. | "You're Not Alone (Outro)"  | Juice, Peter Biker                                  | Peter Biker            | 1:40   |

## Hitliste
| Hitliste (1997)        | Højeste placering |
| ---------------------- | ----------------- |
| Danmark (Album Top-40) | 4                 |